# Plecoptera laniata
Plecoptera laniata là một loài bướm đêm trong họ Erebidae.